# Банный Остров (66644406136)
Банный Остров — деревня в Смоленском районе Смоленской области России. Входит в состав Новосельского сельского поселения. Население — 16 жителей (2007 год). 
Расположена в западной части области в 18 км к северо-западу от Смоленска, в 1,5 км северо-восточнее автодороги Р133 Смоленск — Невель, на берегу реки Удра. В 14 км южнее деревни расположена железнодорожная станция Ракитная на линии Москва — Минск. 

## История
В годы Великой Отечественной войны деревня была оккупирована гитлеровскими войсками в июле 1941 года, освобождена в сентябре 1943 года. 

## Население
| 2002 | 2010 |
| ---- | ---- |
| 9    | ↘6   |